# James Carter
James Carter (Detroit, 3 de Janeiro de 1969) é um saxofonista de jazz norte-americano. Para além do saxofone, Carter também toca flauta e clarinete. O seu estilo de jazz tem influências de Avant-garde e Post-bop. 

## Biografia
James Carter nasceu em Detroit, onde aprendeu música, antes de se mudar para Nova Iorque. Aínda em jovem, Carter participou no Blue Lake Fine Arts Camp, um evento dedicado a várias artes, que tem lugar no verão.
Foi membro do grupo Bird-Trane-Sco-Now!. No seu álbum Chasin' the Gypsy (2000), tocou com a sua prima Regina Carter, violinista de jazz. Também tocou com Cyrus Chestnut, Wynton Marsalis e a Mingus Big Band.
Carter recebeu o prémio da crítica para o melhor saxofonista barítono, por três anos consecutivos, pela revista Down Beat.

## Discografia
- 1991 - Tough Young Tenors: Alone Together
- 1994 - J.C. on the Set
- 1995 - Jurassic Classics
- 1995 - The Real Quietstorm
- 1996 -  Conversin' with the Elders
- 1998 - In Carterian Fashion
- 2000 - Layin' in the Cut
- 2000 - Chasin' the Gypsy
- 2003 - Gardenias for Lady Day
- 2004 - Live at Baker's Keyboard Lounge
- 2005 - Out of Nowhere
- 2005 - Gold Sounds
- 2008 - "Present tense"